# TRAPPIST-1 c
TRAPPIST-1 c — экзопланета у звезды TRAPPIST-1 в созвездии Водолея, относящаяся к землеподобным планетам. Вторая по отдалённости от звезды из семи планет в системе. Открыта 2 мая 2016 года с помощью телескопа TRAPPIST вместе с планетами TRAPPIST-1 b и TRAPPIST-1 d. Параметры были уточнены на пресс-конференции НАСА 22 февраля, на которой также сообщили об обнаружении планет e, f, g и h, а также после публикования данных, собранных телескопом «Кеплер».

## Характеристики

### Родительская звезда
Планета обращается вокруг ультрахолодной карликовой звезды TRAPPIST-1 спектрального класса M. Звезда имеет массу 0,08 M⊙ и радиус 0,11 R⊙. Температура поверхности равна 2559 ± 50 K (примерно 2290 °C). Возраст звезды 7,6 ± 2,2 млрд. лет. Для сравнения, температура поверхности Солнца составляет 5778 K и его возраст около 4,6 миллиарда лет. TRAPPIST-1 имеет близкую к солнечной металличность: [Fe/H] = 0,04 ± 0,08 (или от 91% до 132% солнечной металличности), а светимость всего 0,052% от солнечной светимости. Из-за малой светимости видимая звёздная величина TRAPPIST-1 составляет 18,8m, то есть звезду нельзя увидеть ни невооружённым глазом, ни в средний любительский телескоп.
| Земля | TRAPPIST-1 c    |
| ----- | --------------- |
| Земля | {{{exoplanet}}} |

### Физические характеристики
TRAPPIST-1 c имеет размеры, близкие к Земным — её радиус составляет 1,056 R⊕. Однако масса значительно больше — 1,63 M🜨. По этим данным была вычислена средняя плотность, оказавшаяся равной примерно 7,6 г/см3. Она выше, чем у Земли или Венеры и может указывать на высокое содержание железа — больше 50% своей массы. Предполагаемая температура поверхности без учёта парникового эффекта атмосферы равна +68 °C. Масса и плотность были известны с большими погрешностями до публикации данных, сделанных телескопом «Кеплер».
19 июня 2023 года была опубликована статья, в которой высказывались доводы против существования плотной атмосферы у планеты TRAPPIST-1 c. Группа учёных под руководством Себастьяна Зибы (Sebastian Zieba) из Института астрономии Общества Макса Планка, проанализировала данные, полученные прибором MIRI космического телескопа JWST во время прохождения планеты за диском звезды TRAPPIST-1 27 и 30 октября, 6 и 30 ноября 2022 года. Каждое наблюдение продолжалось около 192 минут, включая 42 минуты затмения планеты центральным светилом. Исследовалась полоса пропускания шириной 3 мкм с центром на 15 мкм, которая перекрывает полосу поглощения углекислого газа. Полученная картина яркостной температуры на дневной стороне экзопланеты составила 380°K, что не согласуется с моделью плотной атмосферы, богатой углекислым газом.

### Параметры орбиты
Все планеты системы TRAPPIST-1 имеют орбиту, очень близкую к круговой. TRAPPIST-1 c совершает оборот вокруг звезды примерно за 2,4 дня, а радиус орбиты равен 0,015 а.е.